# Eumolpos
Eumolpos – w mitologii greckiej syn Posejdona i Chione (w innej wersji potomek Hermesa i Aglaulus). Był ponoć znakomitym muzykiem i śpiewakiem. Grał na aulosie i lirze. Miał zapoczątkować misteria eleuzyńskie.
Chione ze strachu przed ojcem wrzuciła go do morza. Uratował go Posejdon, który oddał go na wychowanie swej córce Bentesikyme, w Etiopii. Gdy dorósł mąż Bentesikyme dał mu za żonę jedną ze swych córek. Eumolpos usiłował zgwałcić jedną z jej sióstr i został wygnany. Wraz ze swym synem Ismarosem udał się wówczas do Tracji, do króla Tegyriosa. Ten dał mu za żonę swą córkę, Eumpolos wziął jednak udział w spisku przeciw królowi, a gdy sprawa się wydała uciekł do Eleusis. W Eleusis został życzliwie przyjęty. Według niektórych tradycji uchodzi za twórcę misteriów eleuzyńskich. Po śmierci Ismarosa pogodził się z Tegyriosem i został po jego śmierci jego następcą. Za jego panowania wybuchła wojna pomiędzy Atenami a Eleusis. Eumolpos wyruszył na pomoc przyjaciołom. Poniósł jednak klęskę i zginął w bitwie. Posejdon pomścił śmierć syna. Na jego prośbę Zeus raził wodza ateńskiego, Erechteusa, piorunem.
Eumpolos oczyścił Heraklesa po zamordowaniu centaurów. Od niego wywodził się kapłański ród Eumoplidów. Po śmierci Eumpolosa, jego syn Keryks (Herold) objął po nim funkcję w misteriach. Od niego pochodzili heroldowie prowadzący inicjacje w Eleusis. Niektóre tradycje wiążą postać Eumpolosa z Muzajosem, czyniąc go jego ojcem lub synem.